# 學托擴 (伊利諾伊州)
學托擴（英語：Chautauqua）是位於美國伊利諾伊州澤西縣的一個非建制地區。該地的面積和人口皆未知。

## 地理
學托擴的座標為38°57′52″N 90°23′08″W / 38.96444°N 90.38556°W，而該地的平均海拔高度為133米（即436英尺）。